# Vico Morcote
Vico Morcote is een gemeente en plaats in het Zwitserse kanton Ticino, en maakt deel uit van het district Lugano.
Vico Morcote telt 306 inwoners.